# Gladiator

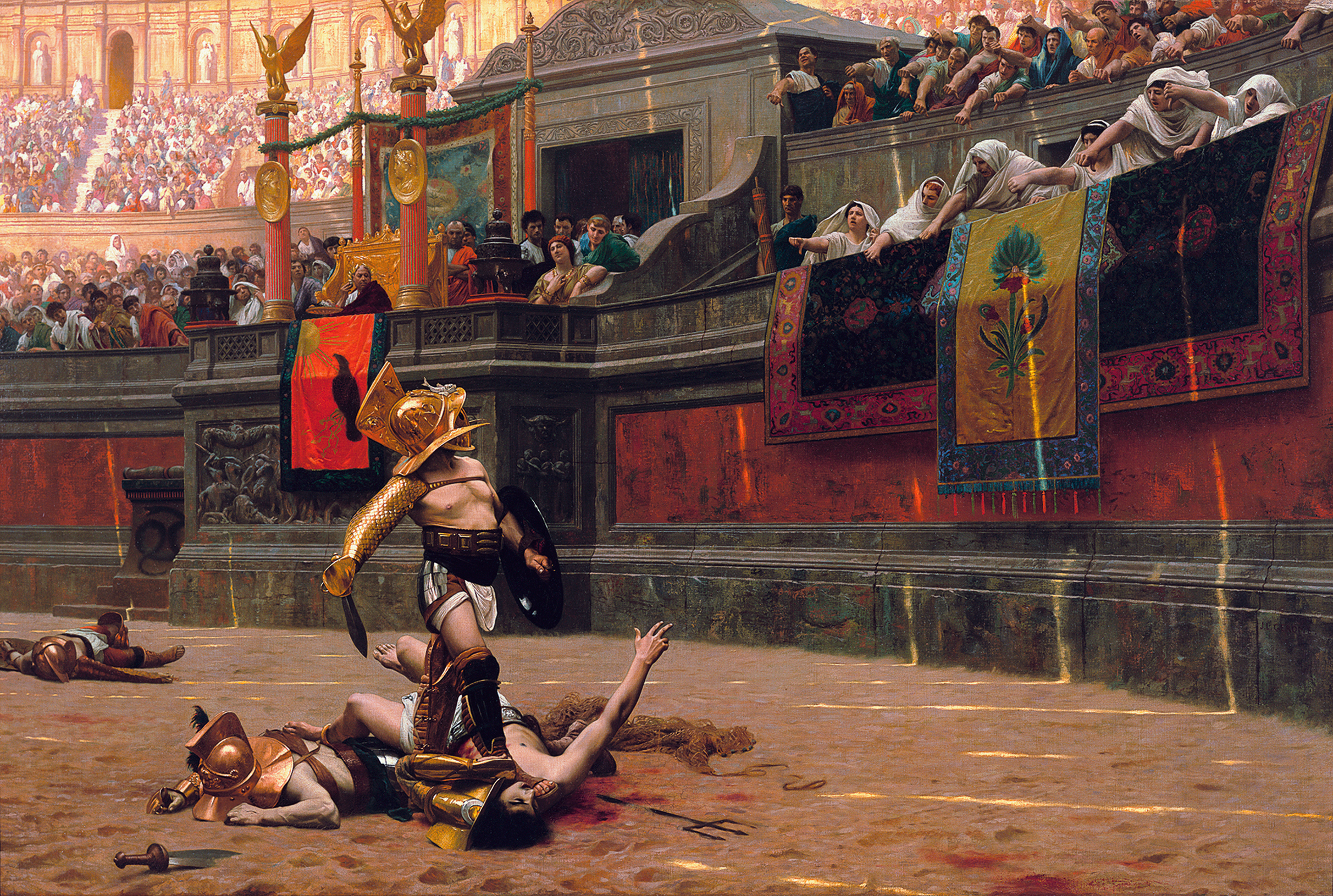
Wizja walk gladiatorów – Pollice verso (mal. Jean-Léon Gérôme, 1872)

Gladiator (łac. gladiator, l.mn. gladiatores, od gladius – miecz) – najczęściej niewolnik toczący walkę na arenie, na przykład w starożytnym Rzymie. 
Zwyczaj walk gladiatorów Rzymianie przejęli od Etrusków i Samnitów. Wywodził się on z rytualnych ofiar z ludzi, składanych podczas uroczystości pogrzebowych. Herodot wskazywał na Scytów jako prekursorów tych krwawych rytuałów. W Etrurii oprócz walk między wojownikami popularne były walki gladiatorów ze zwierzętami i walki zwierząt (zob. też walka byków, walki kogutów). W Rzymie pierwsze walki gladiatorów (munus) odbyły się w III wieku p.n.e., w okresie wojen punickich. W 105 p.n.e. odbyły się pierwsze zawody gladiatorskie, zorganizowane z urzędu przez konsulów. Gladiatorzy zazwyczaj wywodzili się z jeńców wojennych, głównie z Traków, Galów i Germanów, ale do szkół trafiali również przestępcy oraz ludzie wolni, zmuszeni do tego nędzą lub zadłużeniem. Walki gladiatorów były jedną z najpopularniejszych rozrywek rzymskich. Wielu bogatych Rzymian miało swoich gladiatorów i płaciło fortuny za ich szkolenie.
Walki gladiatorów rzadko kończyły się śmiercią któregoś z nich, dotyczyło to średnio 10% walk, a powodem był duże koszty wyszkolenia dobrego gladiatora. W przypadku walk kobiet toczyły się one zwykle do pierwszej krwi.

## Gladiatorki

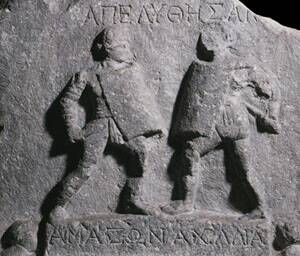
Gladiatorki Achilla i Amazonka w walce (płaskorzeźba z I/II w. n.e z Bodrum (Muzeum Brytyjskie)

Wśród gladiatorów zdarzały się także kobiety, jednak niemożliwa jest ocena skali tego zjawiska ze względu na szczupłość materiałów źródłowych. Walki gladiatorek prawnie ograniczano, jednak ograniczenia te nie były przestrzegane.
Początkowo wszystkie gladiatorki nie były Rzymiankami, bo tylko w społeczeństwach barbarzyńców (np. Scytów, Traków, Galów, Germanów) mogły nauczyć się posługiwania bronią. Sprowadzano je z daleka ponosząc znaczne koszty, które mogli pokryć jedynie najzamożniejsi, początkowo sami cesarze. Gajusz Petroniusz w Satyrikonie wspomina o cesarzu Tytusie, który wystawiał do walki właśnie kobiety. Podobne praktyki stosował Neron, który pragnął, by jego panowanie przeszło do historii jako złoty wiek. W tym celu do występów na arenie przymuszał nawet kobiety z warstw wyższych.
Rzymski senat w 11 r. n.e. zakazał walk na arenie tym kobietom z klas wyższych (femina), które nie ukończyły 20 lat, a później, między 19 r. a 22 r. n.e, wraz z cesarzem Augustem, rozszerzyli ten zakaz na wszystkie potomkinie dobrze urodzonych oraz ograniczyli im wstęp do większości miejsc na widowni. Mulier (kobieta z klas niższych), jako gladiatorka już mogła brać udział w walkach. W 200 r. n.e. cesarz Septymiusz Sewer zabronił organizowania pojedynków kobiet bez względu na ich pochodzenie, lecz zakazu tego nie przestrzegano rygorystycznie wobec kobiet o niskim statusie, jednak aż do przełomu V i VI w. n.e. zdarzały się występy kobiet. 

## Szkoła gladiatorów
Początkowo, do czasu powstania Koloseum, głównym ośrodkiem walk gladiatorskich była położona w Kampanii Kapua, w której istniały najsławniejsze szkoły gladiatorskie i największe areny. W okresie republiki były to prywatne przedsiębiorstwa, w których właścicielem był lanista. Szkołami gladiatorów były zamknięte koszary z placem do ćwiczeń. Podczas szkolenia nie posługiwano się ostrą bronią, lecz drewnianymi mieczami. Broń ostrą wręczano im tuż przed wyjściem na arenę. Przejawy niesubordynacji natychmiast surowo karano jako przejaw buntu. Wyszkolony gladiator był wypożyczany lub sprzedawany organizatorowi walk (editor muneris), którym w czasach republiki był miejscowy duumwir lub aktualny edyl. Z reguły w walkach ginęła połowa gladiatorów, lecz najlepsi zyskiwali często wielką sławę, podobnie jak dzisiaj sportowcy.
Do szkoły gladiatorów trafiali na mocy wyroku również skazańcy na podstawie damnatio in ludum. Skazaniec szkolił się w walkach, występował na arenach, na których mógł polec. Po trzech latach mógł zdobyć drewniany miecz (rudis), symbolizujący uwolnienie od kary występowania w walkach na arenie (ale nie zwolnienia ze szkoły gladiatorów). Nadal pozostawał w szkole gladiatorów jako rudiarius. Dopiero po kolejnych dwóch latach otrzymywał czapkę (pillearus), jako symbol pełnej wolności, i w ten sposób stawał się wyzwoleńcem.

## Na arenie

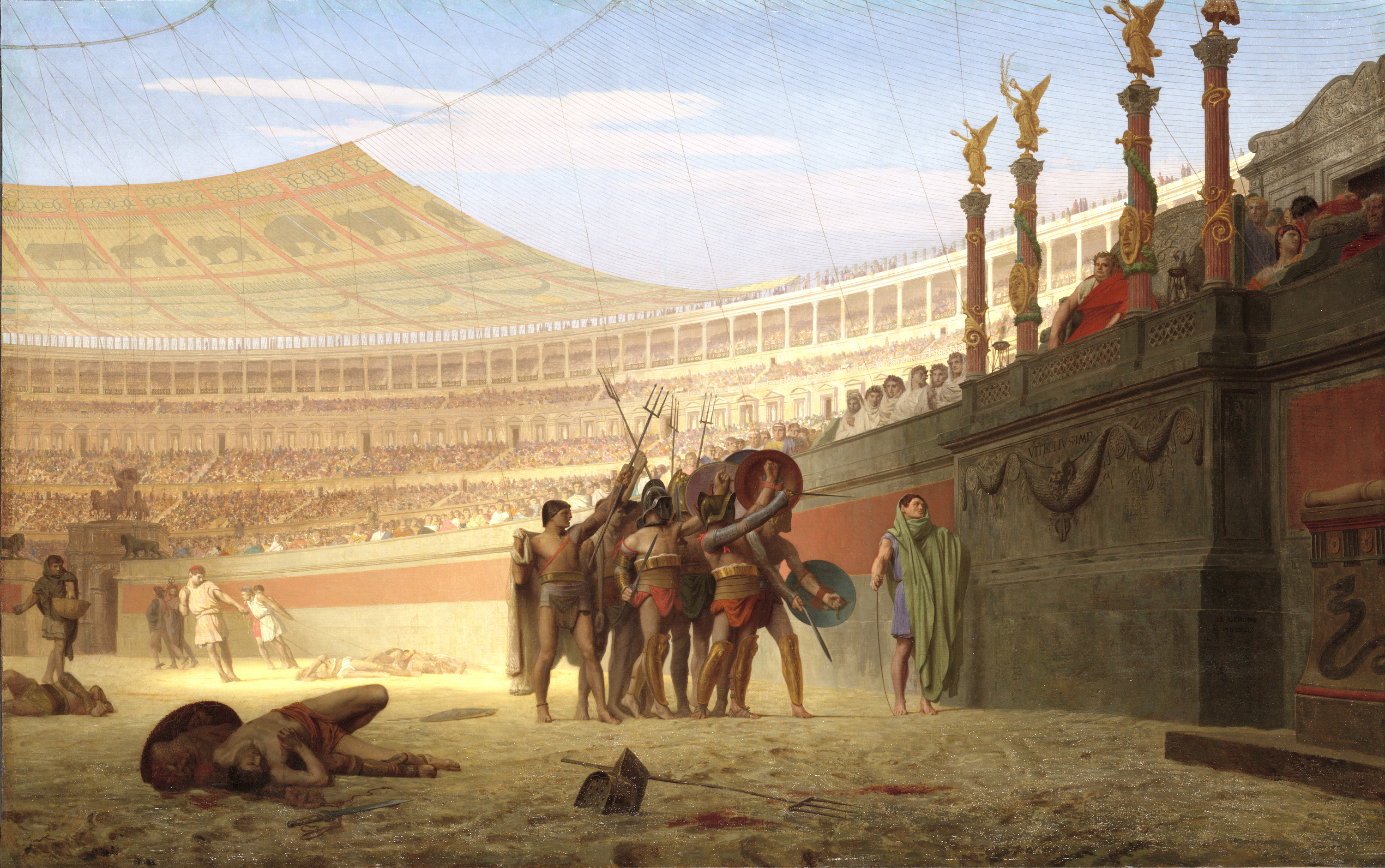
Ave Caesar, morituri te salutant (mal. J.L. Gérôme, 1859)

Przed wejściem na arenę gladiatorzy składali przysięgę, że nie będą oszczędzali się w walce. Na arenie witali organizatora igrzysk różnymi okrzykami. Do historii przeszło zawołanie Ave Caesar morituri te salutant, według Swetoniusza wygłoszone podczas naumachii, zorganizowanej w 52 roku n.e. przez cesarza Klaudiusza. Walki nie można było uniknąć, gdyż biernych zawodników chłostano lub kłuto rozżarzonymi prętami. Między walczącymi pojawiał się sędzia, który czynił im uwagi. Nie wiadomo, które chwyty były niedozwolone. Pokonany przeciwnik mógł prosić o łaskę, podnosząc do góry palec wskazujący, na co obserwujący walkę tłum odpowiadał wyciągnięciem w górę kciuka (co oznaczało darowanie życia) lub skierowaniem go w dół (śmierć). Jest to jednak kwestia sporna (pollice verso). Gdy pokonany nie mógł kontynuować walki, wykonywał symboliczne gesty: odrzucał tarczę i miecz, klękał na kolana, kładąc ręce na plecy. W tej pozycji oczekiwał na okazanie łaski. Innym gestem było odrzucenie broni i uklęknięcie przed zwycięzcą z pochyloną głową, obejmując go za nogę. W takiej pozycji przyjmował śmiertelny cios mieczem, który zwycięzca wbijał mu oburącz w plecy, w okolicy lewej łopatki. Gdy miał głowę podniesioną, przyjmował cios w serce, między lewy obojczyk a szyję. Podniesiony kciuk edytora oznaczał gest wbicia miecza w nasadę szyi aż po samą rękojeść. Na mozaikach martwego zawodnika oznaczano znakiem Ø (przerysowana grecka litera Θ – θάνατος „śmierć”).

## Bunty
W dziejach Rzymu dochodziło wielokrotnie do buntów i powstań z udziałem niewolników. W największym z nich znaczącą rolę odegrali wyszkoleni gladiatorzy.
Najważniejsze powstania i bunty:
- Bunt w Etrurii – 195 rok p.n.e.;
- Bunt w Apulii – 185 rok p.n.e.;
- Pierwsze powstanie na Sycylii – lata 138 do 132 p.n.e.;
- Powstanie Aristonikosa – lata 132 do 129 p.n.e.;
- Bunt Wettiusza oraz Drugie powstanie na Sycylii – lata 104 do 101 p.n.e.;
- Powstanie Spartakusa – 73 p.n.e. w Kapui, było największym buntem gladiatorów, któremu przewodził Trak Spartakus.

## Typy gladiatorów

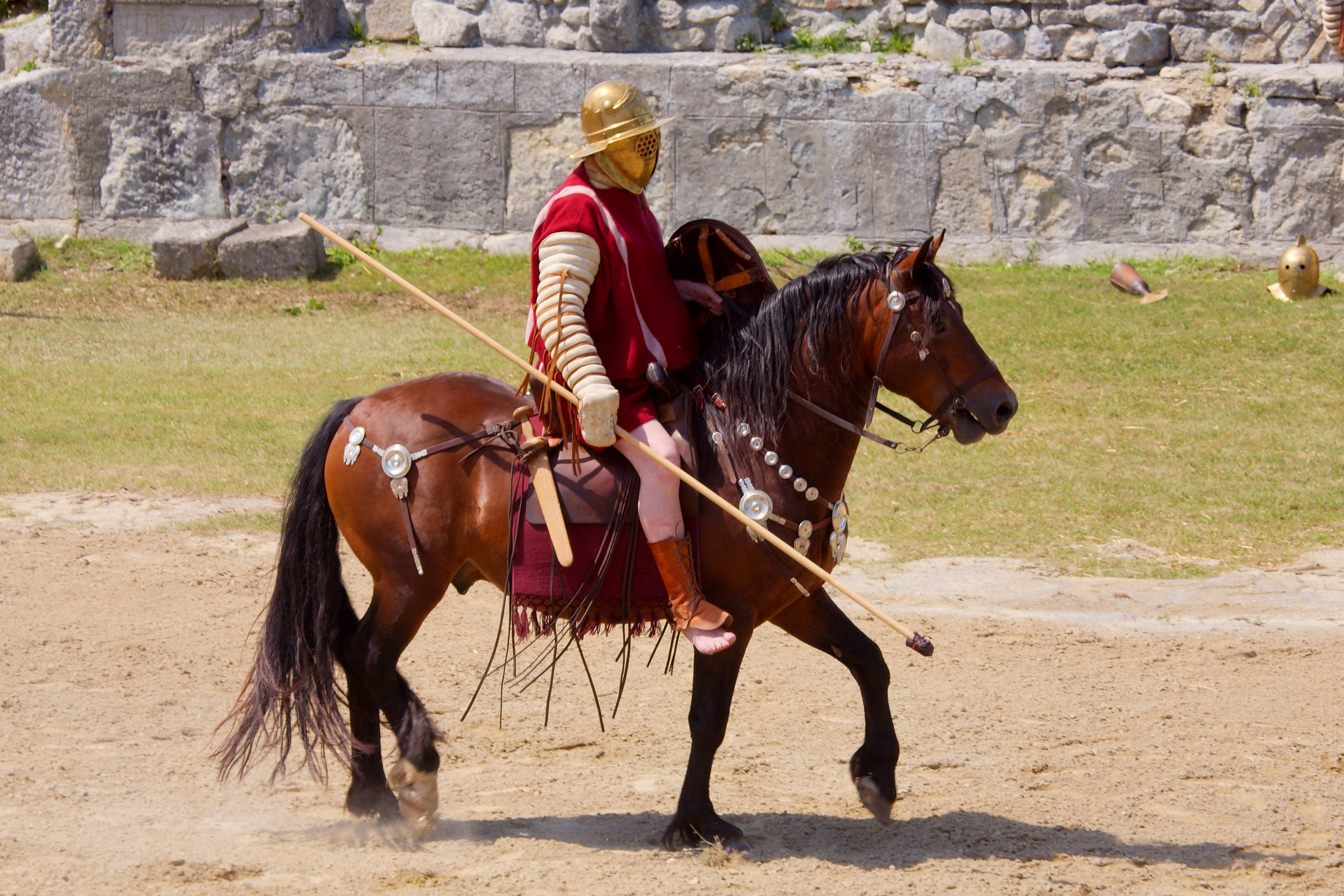
Eques

Charakter walk oraz stosowane uzbrojenie były urozmaicone. Początkowo wyróżniano trzy charakterystyczne typy gladiatorów łączone z pochodzeniem etnicznym:
- Samnita (Samnis) – najstarszy typ ciężkozbrojnego gladiatora; nosił hełm z zasłoną i pióropuszem, uzbrojony był w owalną tarczę, miecz i włócznię, na jednej łydce miał nagolennicę, a na prawym ramieniu, przedramieniu i obojczyku skórzane osłony (manicae). Na nagim torsie nosił płytkę z brązu.
- Gal (Gallus) – ciężkozbrojny gladiator – nosił okrągły lub grzebieniasty hełm, długą lub owalną tarczę, uzbrojony był w miecz i sztylet, z prawą ręką chronioną przez rękaw. Pozbawiony ochrony i nagolennic.
- Trak (Thraex) – uzbrojony w długi zakrzywiony nóż (sica), osłonę stanowiła mała kwadratowa lub owalna tarcza (parma). Hełm spiczasty, zawsze zwieńczony głową drapieżnego ptaka, (kojarzącego się Rzymianom z mitycznym gryfem). Nagolennice miał wyższe, ochronny rękaw, tors nagi.

W późniejszym czasie wyróżniano też inne typy gladiatorów:
- Andabata – walczący pieszo lub konno w hełmie z zasłoną bez otworów na oczy.
- Bestiarius – wyposażony jedynie w sztylet lub włócznię i walczący z dzikimi zwierzętami (w walkach zwanych venatio) często zakończonych śmiertelnie.
- Dimachaerus – walczył bez hełmu, używał dwóch sztyletów.
- Eques – walczył konno mieczem i włócznią, z okrągłą tarczą.
- Essedarius – walczył na dwukonnym rydwanie (essedum), powożonym przez woźnicę.
- Laquearius – używał sznura z pętlą, podobnego do lassa.
- Murmillo (mirmillo) – osłaniał głowę hełmem przypominającym głowę ryby mormylos; dodatkowo był wyposażony w osłonę ramienia, miecz oraz podłużną tarczę.
- Provocator lub Secutor – najczęściej wystawiany przeciw Samnicie; jego rynsztunek i uzbrojenie różniły się w zależności od rodzaju walki.
- Retiarius (sieciarz) – walczył trójzębem lub harpunem z ości tuńczyka, sztyletem oraz siecią, bez hełmu i ochronnego wyposażenia.

W okresie późnego cesarstwa państwo utrzymywało własnych gladiatorów. Byli oni wykorzystywani przez niektórych cesarzy, obok wojsk regularnych, podczas wojen domowych.